# Elly Akira
Elly Akira (晶エリー; Tokyo, 22 dicembre 1986) è un'attrice pornografica e AV idol giapponese, conosciuta anche con lo pseudonimo di Yuka Osawa (大沢佑香?).
Una delle caratteristiche che le viene attribuita e che l'ha resa famosa nell'industria pornografica giapponese è la sua capacità di avere eiaculazioni intense.

## Biografia
Elly Akira è figlia di padre siriano e madre giapponese, seconda di tre sorelle.
Il suo debutto come AV idol avviene nel 2005 con lo pseudonimo di Yuka Osawa in esclusiva per la casa di produzione KUKI. Intorno al 2007 la sua popolarità nel campo pornografico giapponese aumenta in modo tale da guadagnarsi l'appellativo di Shiofuki Queen (潮吹きクィーン? regina dello squirting), insieme ad Akane Hotaru. L'8 giugno 2009 ha cambiato il suo nome d'arte in Elly Akira in seguito alla fine della relazione contrattuale con la sua ex-agenzia.
Nel 2009 al AV Grand Prix, l'evento che assegna riconoscimenti alle produzioni e alle personalità dell'industria pornografica giapponese, hanno vinto due film a cui ha partecipato, (AVGL-130) Vomit Enema Ecstasy X (ゲロ浣腸エクスタシー Ｘ?) nella categoria Digital Sales e (AVGL-141) Tera-Dick Real Creampie Absolute Angel (真正中出しの絶対アングル テラちんぽ?) nella categoria Sales. Nel novembre dello stesso anno ha lavorato come soggetto fotografico con lo pseudonimo di Fareeza Terunuma (照沼 ファリーザ?) per la rivista giapponese 1NCOMING che ha reclutato artisti di fama mondiale per una raccolta fondi destinata ad aiutare le vittime del tifone Morakot abbattutosi su Taiwan nell'agosto dello stesso anno.
Ha anche partecipato al cast di alcuni film non pornografici. Ha avuto un ruolo minore in 特命女子アナ 並野容子, pubblicato in DVD in Giappone il 7 ottobre 2009. Nel 2010 ha recitato in 愛するとき、愛されるとき.

## Riconoscimenti
- 2010 SKY PerfecTV! Adult Broadcasting Awards (nomination) – Miglior attrice pornografica[13]